# Myra Hess
Dame Julia Myra Hess, DBE (Londres, 25 de fevereiro de 1890 - Londres, 25 de novembro de 1965) foi uma pianista britânica.

## Biografia
Julia Myra Hess nasceu a 25 de fevereiro de 1890 em Londres. Iniciou os seus estudos de piano aos 5 anos e dois anos depois entrou para a Guildhall School of Music and Drama, onde se formou como medalha de ouro. Mais tarde, foi aluna de Tobias Matthay na Royal Academy of Music. Estreou-se com grande êxito em 1907 com o "Concerto para piano n.º 4" de Beethoven, sob a direção de Thomas Beecham. A partir daí esteve especialmente ligada a este trabalho, que tocou várias vezes ao longo da sua carreira. Iniciou então uma digressão pelo Reino Unido, Países Baixos e França. Estreou-se nos Estados Unidos em 24 de janeiro de 1922 em Nova Iorque e não só realizou trabalhos a solo, como também tocou acompanhada por uma orquestra.
O seu grande êxito aconteceu durante a Segunda Guerra Mundial, quando, com todas as salas de concertos fechadas, organizou uma série de concertos a meio da manhã na National Gallery, em Londres. Estes concertos foram organizados de 1939 a 1946 e Myra Hess frequentemente os fazia sem qualquer remuneração financeira. Por esta contribuição para manter a moral do povo de Londres, foi nomeada comandante da Ordem do Império Britânico em 1941. Ao todo, Hess apresentou 1968 concertos ouvidos por 824 152 pessoas, convidando muitos artistas, e acompanhando em particular Elena Gerhardt.
Trabalhou num extenso repertório e estreou várias obras. No final da sua carreira no piano, focou-se em peças dos períodos clássico e barroco. As suas interpretações de concertos de Mozart, Beethoven, Bach ou Schumann ficaram famosas, mas tinha um vasto repertório que ia de Domenico Scarlatti até obras contemporâneas.
Apresentou a estreia da "Sonata para Piano" e "Concerto para Piano", de Howard Ferguson. Também interpretou uma série de trabalhos de música de câmara e realizou um dueto com Irene Scharrer. Fez um arranjo bem conhecido para o coral "Jesus bleibet meine Freude" de Bach " Jesus bleibet meine Freude" da cantata nº 147 "Herz und Mund und Tat und Leben".
Myra Hess deu o seu último concerto público em 1960 - o concerto de Mozart em A major KV488 - antes de ter o seu primeiro ataque cardíaco1. Em 25 de novembro de 1965, morreu de ataque cardíaco aos 75 anos, na sua casa em Londres. Uma placa azul comemora-o na Estrada Wildwood, 48, no subúrbio de Hampstead Garden.
A sua discografia contém as sonatas opus 109 e 110 de Beethoven, o Concerto, o Carnaval e Estudos Sinfónicos de Schumann.
- (em inglês) D. Lassimonne e H. Ferguson (eds.), Myra Hess by her Friends, Londres, 1966
- (em inglês) M.C. McKenna, Myra Hess, Londres, 1976
- Marc Vignal, Dictionnaire de la musique, Paris, Larousse, 2005, 1516 p. (ISBN 2-03-505545-8, OCLC 896013420), p. 467.
- Bryce Morrison, The New Grove Dictionary of Music and Musicians (ed. Stanley Sadie): Hess, Dame Myra, Londres, Macmillan, 2.ª ed, 29 vols. 2001, 25 000 p. (ISBN 9780195170672)